# Batalla de Tinchebray
La batalla de Tinchebray (també escrit Tinchebrai o Tenchebrai) es lliurà el 28 de setembre del 1106, a Tinchebray, ciutat del Ducat de Normandia, entre una força d'invasors anglesos comandada pel rei Enric I, contra el seu germà gran Robert II de Normandia. Els cavallers del rei Enric obtingueren la victòria, capturaren el duc Robert i l'empresonaren primer al castell de Devizes i més tard al castell de Cardiff on romangué fins a la seva mort.

## Context històric
Quan Guillem el Conqueridor va repartir les seves terres entre els seus tres fills: al gran, Robert li donà el Ducat de Normandia, al segon, Guillem el Roig li donà el Regne d'Anglaterra, i al menor, Enric li donà una suma de diners. Anys després Robert va proposar un arranjament amb Enric: si li donava suport per fer fora del tron a Guillem el Roig, el nomenaria comte de Cotentin, un territori a l'oest de Normandia, més 3.000 lliures. L'intent d'usurpar el tron va fracassar, però un temps després va saber que Enric havia anat a visitar Guillem el Roig a Anglaterra i al seu retorn el va fer empresonar. Passats uns mesos el va alliberar però les relacions continuaven tibants entr els tres germans. El 1091 Guillem va envair Normandia i això va forçar que entressin en negociacions: tots dos sense fills legítims, van fer un pacte nomenant-se mútuament hereus per tal de garantir la pau. Tot i que l'any següent un grup de barons anglesos es van rebel·lar per deposar Guillem i instaurar Robert, aquest mai els va donar suport.
L'any 1096 Robert va partir cap a Terra Santa per participar en la Primera Croada. El 2 d'agost del 1100, quan estava tornant de la croada, el seu germà Guillem va morir. D'acord amb el pacte, Robert hauria d'haver heretat la corona d'Anglaterra, però el germà petit, Enric, va aprofitar-ne l'absència per fer-se proclamar rei d'Anglaterra. En arribar, Robert va intentar organitzar la invasió d'Anglaterra. El 1101 va desembarcar a Portsmouth amb el seu exèrcit, però Enric ja s'havia consolidat al poder i no va trobar prou suport entre els anglesos. Robert es va retirar a Normandia des d'on va continuar intentant desestabilitzar el regnat d'Enric.
Enric I envaí Normandia el 1105, i s'apoderà de les viles de Bayeux i Caen, capturà també l'abadia fortificada de Saint-Pierre-sur-Dives (a prop de Falaise), després girà cap al sud i assetjà el castell de Tinchebray, situat sobre un turó que dominava la ciutat homònima. Forçat a interrompre la campanya per problemes politics a Anglaterra pel conflicte de competències amb l'arquebisbe de Canterbury en relació als nomenaments eclesiàstics, Enric no tornà a Normandia fins a l'estiu del 1106.

## Batalla
Tinchebray estava en el límit del comtat de Mortain, al sud-oest de Normandia, i estava governada per Guillem, comte de Mortain, que era un dels pocs barons normands que encara romanien fidels a Robert. Llavors arribà el duc Robert amb les seves tropes per trencar el setge. Després d'un intent de negociacions infructuoses, el duc decidí entrar en batalla.
L'exèrcit d'Enric estava organitzat en tres grups. Ranulf de Bayeux, Robert de Beaumont, comte de Leicester, i Guillem de Warenne, comte de Surrey, comandaven els dos primers. Un grup de reserva, comandat per Elies I del Maine, romania en espera allunyat de la vista en un flanc. Alan IV, duc de Bretanya, Guillem comte d'Évreux, Ralph de Tosny, Robert de Montfort i Robert de Grandmesnil també lluitaven en el bàndol del rei. Guillem de Mortain i Robert de Bellême, comte de Shrewsbury lluitaven en el bàndol del duc.
La batalla només durà una hora. Enric descavalcà i manà que molts dels seus cavallers fessin igual. Això era estrany pel que fa a les tàctiques de guerra normandes i implicava que la infanteria tindria el paper principal. Em comte d'Évreux carregà en línia frontal, acompanyat d'homes de Bayeux, Avranches i Cotentin. La reserva d'Enric tingué una funció decisiva.

## Conseqüències
La major part de l'exèrcit del duc Robert fou capturat o mort. Entre els capturats estaven: el mateix Robert, Edgard Ætheling (oncle de l'esposa del rei) i Guillem, comte de Mortain. Robert de Bellême, que comandava la rereguarda del duc, ordenà la retirada i així se salvà de morir o ser capturat. Molts dels presos acabaren alliberats, però Robert i Guillem de Mortain passaren la resta de les seves vides en captivitat. El duc Robert tenia un fill legítim, Guillem Cliton, que liderà diverses rebel·lions per reclamar el ducat del Normandia, pres pel rei al seu pare.